# Ostatnia podróż do Dawson
Ostatnia podróż do Dawson (ang. Last Sled to Dawson) – komiks Dona Rosy z 1988 r.
Historia po raz pierwszy była wydana w czerwcu 1988 r. na łamach amerykańskiego czasopisma Uncle Scrooge Adventures. Pierwsze polskie wydanie pochodzi z kwietnia 2001 r.

## Fabuła
Sknerus jest przytłoczony otrzymywaną korespondencją handlową, która odrywa go od ulubionej rozrywki - pławienia się w bogactwie. Sytuację zmienia dopiero otrzymanie telegramu z banku w Whitehorse, który był pierwszą większą inwestycją McKwacza. Kaczor oddaje się wspomnieniom z czasów, gdy był poszukiwaczem za czasów gorączki złota w Klondike. Przypomina sobie swoją podróż do Dawson City psim zaprzęgiem, zawierającym cenny ładunek, który został uwięziony w lodowcu.
Z zamyślenia wyrywają Sknerusa Donald i siostrzeńcy, którzy nakłaniają go do otwarcia listu. Telegram przynosi wieść o topnieniu lodowca, który więził sanie McKwacza, co oznacza, że będzie mógł odzyskać zgubę sprzed lat. Sknerus, Donald i siostrzeńcy wspólnie wyruszają do Dawson City.